# Herrarnas 10 000 meter i hastighetsåkning på skridskor vid olympiska vinterspelen 2014
Herrarnas 10 000 meter i hastighetsåkning på skridskor vid olympiska vinterspelen 2014 hölls på anläggningen Adler Arena skridskocenter, i Sotjis olympiska park, Ryssland, den 18 februari 2014 kl 17:00 lokal tid.

## Rekord
Före tävlingen gällde följande världsrekord och olympiskt rekord:
| Världsrekord     | Sven Kramer (NED)    | 12.41,69 | Salt Lake City, USA | 10 mars 2007     |
| Olympiskt rekord | Lee Seung-hoon (KOR) | 12.58,55 | Vancouver, Kanada   | 23 februari 2010 |

Följande nytt rekord blev satt under tävlingen:
| Datum       | Par     | Idrottare      | Nation        | Tid      | Rekord |
| ----------- | ------- | -------------- | ------------- | -------- | ------ |
| 18 februari | 2:a par | Jorrit Bergsma | Nederländerna | 12.44,45 | OR, BR |

## Medaljörer
| Gren         | Guld                         | Guld          | Silver                    | Silver   | Brons                     | Brons    |
| 10 000 meter | Jorrit Bergsma Nederländerna | 12:44,45 (OR) | Sven Kramer Nederländerna | 12:49,02 | Bob de Jong Nederländerna | 13:07,19 |

## Resultat
| Teckenförklaring | Teckenförklaring                                 |
| ---------------- | ------------------------------------------------ |
| Pl.              | Åkarens slutplacering i tävlingen                |
| P                | Parindelning                                     |
| B                | Bana, innerbana (I) eller ytterbana (Y)          |
| TM               | Tidsmarginal                                     |
| OR               | Olympiskt rekord i hastighetsåkning på skridskor |
| TR               | Banrekord                                        |

| Pl. | P | B | Namn                   | Nation        | Tid           | TM       |
| --- | - | - | ---------------------- | ------------- | ------------- | -------- |
| 1   | 6 | Y | Jorrit Bergsma         | Nederländerna | 12.44,45 (OR) | ±0       |
| 2   | 7 | Y | Sven Kramer            | Nederländerna | 12.49,02      | +4,57    |
| 3   | 5 | I | Bob de Jong            | Nederländerna | 13.07,19      | +22,74   |
| 4   | 7 | I | Lee Seung-hoon         | Sydkorea      | 13.11,68      | +27,23   |
| 5   | 6 | I | Bart Swings            | Belgien       | 13.13,99      | +29,54   |
| 6   | 4 | Y | Patrick Beckert        | Tyskland      | 13.14,26      | +29,81   |
| 7   | 2 | Y | Shane Dobbin           | Nya Zeeland   | 13.16,42      | +31,97   |
| 8   | 2 | I | Moritz Geisreiter      | Tyskland      | 13.20,26      | +35,81   |
| 9   | 3 | I | Evgeniy Seryaev        | Ryssland      | 13.28,61      | +44,16   |
| 10  | 3 | Y | Emery Lehman           | USA           | 13.28,67      | +44,22   |
| 11  | 1 | Y | Patrick Meek           | USA           | 13.28,72      | +44,27   |
| 12  | 4 | I | Dmitry Babenko         | Kazakstan     | 13.33,18      | +48,73   |
| 13  | 5 | Y | Alexej Baumgärtner     | Tyskland      | 13.44,39      | +59,94   |
| 14  | 1 | I | Sebastian Druszkiewicz | Polen         | 13.45,31      | +1.00,86 |